# Konak Belediyespor
Maillots
Le Konak Belediyesi Gençlik Spor Külübu est un club turc de football féminin basé à  Konak. Fondé en 2006, le club a remporté quatre  fois le Championnat de Turquie.

## Histoire
Le Konak Belediyespor atteint les huitièmes de finale de la Ligue des champions féminine de l'UEFA 2013-2014, ce qui reste sa meilleure performance sur le plan européen.
Le club connaît une série de 58 matchs sans défaite en championnat de novembre 2012 à décembre 2015. Le club remporte en 2016 son quatrième titre de champion consécutif, titre qui sera conservé en 2017.

## Palmarès
- Championnat de Turquie : 
  - Champion : 2013, 2014, 2015, 2016 et 2017
  - Vice-champion : 2011